# Великі Боти
Великі Бо́ти (рос. Большие Боты) — село у складі Стрітенського району Забайкальського краю, Росія. Адміністративний центр Ботівського сільського поселення.

## Населення
Населення — 149 осіб (2010; 178 у 2002).
Національний склад (станом на 2002 рік):
- росіяни — 99 %